# Valmont
Valmont és una pel·lícula franco-britànico-estatunidenca dirigida per Miloš Forman estrenada el 1989. Ha estat doblada al català.

## Argument
La pel·lícula és una adaptació prou lliure, sobretot quant al desenllaç, de Les relacions perilloses de Choderlos de Laclos. És en aquest sentit menys fidel a la novel·la que Les amistats perilloses de Stephen Frears, pel·lícula estrenada un any abans.

## Repartiment
- Colin Firth: Vescomte de Valmont
- Annette Bening: Marquesa de Merteuil
- Meg Tilly: Madame de Tourvel
- Fairuza Balk: Cécile de Volanges
- Siân Phillips: Madame de Volanges
- Jeffrey Jones: Gercourt
- Henry Thomas: Danceny
- Fabia Drake: Madame de Rosemonde
- T.P. McKenna: el Baró
- Isla Blair: la Baronessa
- Ian McNeice: Azolan
- Aleta Mitchell: Victoire
- Ronald Lacey: José
- Vincent Schiavelli: Jean
- Sandrine Dumas: Martine

## Origen de la pel·lícula
El 1986, Christopher Hampton adapta per un teatre de Londres Les Connexions perilloses de Laclos.
Miloš Forman, que confiarà haver tingut accés a aquesta novel·la gràcies a Milan Kundera, queda atònit per la ferocitat d'aquests personatges. Es posa a treballar amb Jean-Claude Carrière, després d'haver rebutjat comprar els drets, cosa que els permetrà guardar tot la seva llibertat a prop de la novel·la epistolar Les Connexions perilloses que desitgen posar en escena, sobretot el que no figura pas a les cartes, i que Miloš Forman reivindica tenir la llibertat d'imaginar a partir del que és suggerit per l'escriptura.
Els drets són venuts a Stephen Frears. Forman és molt ràpidament informat i prossegueix malgrat tot el seu treball, amb el suport del seu amic productor Claude Berri i Paul Rassam. Amb relació a això, Forman va declarar que sabia que el film de Frears sortiria abans que el seu, "perquè el meu treball es basa en la durada, en la preparació més llarga i més minuciosa possible" ».

## Box-office
El film de Frears, Les connexions perilloses, surt el 19 de març de 1989. Valmont surt el 6 de desembre, Claude Berri ha estirat tot el possible el període que separa la sortida dels dos films. El film de Frears recull l'aposta: el seu film menys car que el de Forman — 14 milions de dòlars contra 33 milions de dòlars — Però Valmont només n'obté 1,2 milions de dòlars arreu del món i esdevé un fracàs comercial, el més gran de Claude Berri com a productor, segons va dir en la presentació de Tothom en parla.

## Reconeixements

### Guanyadora
- César al millor decorat 1990 per Pierre Guffroy.
- César al millor vestuari 1990 per Theodor Pistek.
- Millor actriu revelació dels London Critics Circle Film Awards 1992 per Annette Bening.

### Nominada
- Oscar al millor vestuari 1989 per Theodor Pistek.
- César al millor director 1990 per Milos Forman.
- César al millor cartell 1990 per Laurent Lufroy.
- Millor actriu revelació dels Chicago Film Critics Association Awards 1990 per Annette Bening.
- BAFTA al millor vestuari 1992 per Theodor Pistek.

## Llocs de rodatge
- Calvados
  - Les primeres escenes del film van ser rodades a Caen a l'Abadia als Homes
- Aube
  - El castell de la Motte-Tilly ha servit de decorat pel domini de Madame de Rosemonde.
- París
  - L'escena de la trobada entre Cécile de Volanges i el vescomte de Valmont ha estat rodada a l'Òpera-Còmica.
- Seine-i-Marne
- Oise
- Yvelines
- Seine-Sant-Denis
- Gironde